# Miss Baek
Miss Baek (en hangul, 미쓰백; RR: Mi-sseu-baek) es una película surcoreana de 2018 dirigida por Lee Ji-won y protagonizada por Han Ji-min, Kim Si-a y Lee Hee-joon. Se estrenó en Corea del Sur el 11 de octubre de 2018.

## Argumento
Baek Sang-ah ha sufrido una infancia marcada por los abusos y el abandono de su madre, una mujer alcoholizada. Después, en su primera juventud, el hijo de un poderoso hombre de negocios intenta violarla, y ella lo hiere al defenderse; es acusada de intento de homicidio e injustamente condenada, debido a la posición social de su agresor y a su propia indefensión por su situación familiar. Cumplida la condena, sus antecedentes penales hacen que no pueda obtener un buen empleo, y se ve obligada a trabajar como masajista y lavacoches y a vivir en condiciones muy precarias. Recibe únicamente la ayuda del detective Jang-sup, conocedor de lo injusto de su condena y enamorado de ella. Todo este pasado marca su carácter, duro y desconfiado, siempre a la defensiva. Un día conoce a una niña, Ji-eun, que está en una situación de grave peligro por violencia familiar, víctima de un padre adicto a los videojuegos y de una madrastra que no la quiere; ambos la maltratan continuamente. Sang-ha se ve a sí misma reflejada en la niña, y desde entonces hace lo posible por salvarla: la alimenta, la viste e intenta protegerla de su familia. Una noche Ji-eun logra escapar de casa saltando por una ventana, Sang-ha la encuentra en la calle, la recoge y escapa con ella.

## Tema
El tema de la película es el de los abusos y la violencia contra los niños. Está inspirada en hechos reales, a partir de la experiencia de su guionista y directora Lee Ji-won, que conoció a un niño de su vecindario víctima de abuso infantil. Tras una sucesión de escándalos relacionados con estos abusos, decidió escribir el guion, que completó en un mes. Tanto la directora como la actriz protagonista han expresado su deseo de que la película sirva para llamar la atención sobre dicho problema, que no se combate lo suficiente por un sistema legal en el que la patria potestad tiene mucha fuerza y en cambio los castigos a los familiares perpetradores son muy leves. Con este objetivo, la actriz, según sus propias declaraciones, no ha dudado en interpretar un papel muy diferente de los que había elegido en el pasado, tanto en términos de apariencia como de personalidad.

## Reparto
- Han Ji-min como Baek Sang-ah.
- Kim Si-a como Kim Ji-eun.[11]
- Lee Hee-joon como Jang-sup.
- Kwon So-hyun como Joo Mi-kyung.
- Baek Soo-jang como Kim Il-gon.
- Jang Young-nam como Jeong Myeong-sook (aparición especial).
- Kim Sun-young como Jang Hoo-nam.
- Lee Joo-young como Yoo Jang-mi.
- Lee Jung-eun como la dueña del establecimiento de masajes.
- Jeon Seok-ho como el detective Bae.
- Jo Min-joon como el detective Kang.
- Yoo Jung-rae como una mujer policía.
- Yoon Song-ah como una trabajadora de servicios sociales.
- Shin Soo-jung como una enfermera.

## Recepción
La película se estrenó en su país el 11 de octubre de 2018, calificada para espectadores mayores de 15 años por sus escenas de violencia y por su lenguaje malsonante.
Fue seleccionada por el 31.er Festival de cine Internacional de Tokio, y se exhibió asimismo en la sección Stories of Woman del 3.º Festival de cine de Asia oriental de Londres, el 25 de octubre de 2018. Fue elegida también para abrir el primer Winter Showcase del Festival de Cine Asiático de Nueva York, y la actriz Han Ji-min fue nombrada la primera embajadora de dicho festival por su actuación en la película.
El día de su estreno la película recaudó 154 667 dólares de 21 891 espectadores. Fue tercera en recaudación durante la semana de estreno, con 1,3 millones de dólares y 161 468 espectadores, por detrás de Dark Figure of Crime y Venom. En la segunda semana de exhibición cayó a la cuarta plaza con 1,1 millones de dólares. El 3 de noviembre la película superó los 700 000 espectadores.
El 18 de noviembre la película había recaudado ya más de 5,3 millones de dólares y había sido vista por 721 183 espectadores.
En el éxito de público de la película fue decisivo el apoyo de muchas mujeres coreanas cuando se supo que se podría retirar de la cartelera debido a su pobre desempeño en taquilla los primeros días de proyección. Se formó en redes sociales un fandom llamado Three Baeckler que promovió la película; además, muchas mujeres que no podían ver la película o que ya la habían visto participaron en el movimiento Sending Soul (pagar la entrada sin ir a ocupar el asiento). Se trataba de demostrar que una película dirigida y protagonizada por mujeres sí podía ser rentable, en una industria cinematográfica que privilegia los papeles y temas típicamente masculinos.
Clarence Tsui, en Hollywood Reporter, describe la película como un drama de mujeres, descarnado y de fuertes actuaciones por parte de sus intérpretes. En particular, Han Ji-min marca con su papel un punto de inflexión en su carrera, ofreciendo una actuación controlada y convincente que muestra la angustia reprimida de su personaje. Kwon So-hyun le da la réplica haciendo creíble su personaje de mujer manipuladora, violenta y psicótica. También Kim Si-a es muy eficaz como niña maltratada.

## Premios
| Premios                                        | Categoría               | Destinatario | Resultado | Ref.          |
| ---------------------------------------------- | ----------------------- | ------------ | --------- | ------------- |
| 38th Korean Association of Film Critics Awards | Mejor actriz            | Han Ji-Min   | Ganadora  | [ 22 ]        |
| 38th Korean Association of Film Critics Awards | Mejor actriz secundaria | Kwon So-hyun | Ganadora  | [ 22 ]        |
| 38th Korean Association of Film Critics Awards | Top 11 Films            | Miss Baek    | Ganadora  | [ 22 ]        |
| 3rd London East Asia Film Festival             | Mejor actriz            | Han Ji-min   | Ganadora  | [ 23 ]        |
| 39th Blue Dragon Film Awards                   | Mejor actriz            | Han Ji-min   | Ganadora  | [ 24 ]        |
| 39th Blue Dragon Film Awards                   | Mejor actriz secundaria | Kwon So-hyun | Nominada  | [ 24 ]        |
| 39th Blue Dragon Film Awards                   | Mejor director novel    | Lee Ji-won   | Nominada  | [ 24 ]        |
| 5th Korean Film Producers Association Awards   | Mejor actriz            | Han Ji-min   | Ganadora  | [ 25 ]        |
| 10th KOFRA Film Awards                         | Mejor actriz            | Han Ji-min   | Ganadora  | [ 26 ]        |
| Cine 21 Awards                                 | Mejor actriz            | Han Ji-min   | Ganadora  | [ 27 ]        |
| 19th Women in Film Korea Festival              | Mejor actriz            | Han Ji-min   | Ganadora  |               |
| 13th Asian Film Awards                         | Mejor actriz            | Han Ji-min   | Nominada  | [ 28 ]        |
| 55th Baeksang Arts Awards                      | Mejor película          | Miss Baek    | Nominada  | [ 29 ]        |
| 55th Baeksang Arts Awards                      | Mejor actriz            | Han Ji-min   | Ganadora  | [ 29 ]        |
| 55th Baeksang Arts Awards                      | Mejor actriz secundaria | Kwon So-hyun | Ganadora  | [ 29 ]        |
| 55th Baeksang Arts Awards                      | Mejor guion             | Lee Ji-won   | Nominada  | [ 29 ]        |
| 55th Baeksang Arts Awards                      | Mejor director novel    | Lee Ji-won   | Ganadora  | [ 29 ]        |
| Director's Cut Awards                          | Mejor actriz            | Han Ji-min   | Ganadora  | [ 30 ]        |
| 3rd Sharm El Sheikh Asian Film Festival        | Mejor actriz            | Kim Si-a     | Ganadora  | [ 31 ] [ 32 ] |
| 24th Chunsa Film Art Awards                    | Mejor actriz            | Han Ji-min   | Nominada  | [ 33 ]        |
| 24th Chunsa Film Art Awards                    | Mejor actriz secundaria | Kwon So-hyun | Nominada  | [ 33 ]        |
| 24th Chunsa Film Art Awards                    | Mejor director novel    | Lee Ji-won   | Nominada  | [ 33 ]        |
| 3.º Festival de Nuevo Cine de Anyang           | Mejor actriz infantil   | Kim Si-a     | Ganadora  | [ 34 ]        |
| 39.º Premios Golden Cinematography             | Mejor actriz infantil   | Kim Si-a     | Ganadora  | [ 35 ]        |
| 28th Buil Film Awards                          | Mejor actriz            | Han Ji-min   | Nominada  | [ 36 ]        |
| 28th Buil Film Awards                          | Mejor actriz secundaria | Kwon So-hyun | Nominada  | [ 36 ]        |
| 28th Buil Film Awards                          | Mejor director novel    | Lee Ji-won   | Nominado  | [ 36 ]        |
| 21st Asian Film Critics Association Awards     | Mejor actriz            | Han Ji-min   | Nominada  |               |
| 56th Grand Bell Awards                         | Mejor actriz            | Han Ji-min   | Nominada  | [ 37 ]        |
| 19.º Festival de Cine Juvenil de Corea         | Mejor actriz infantil   | Kim Si-a     | Ganadora  | [ 38 ]        |